# Josefův Důl (Boemia centrale)
Josefův Důl è un comune della Repubblica Ceca facente parte del distretto di Mladá Boleslav, in Boemia Centrale.